# Ray Stevens (chanteur)
Pour les articles homonymes, voir Ray Stevens et Stevens.
Ray Stevens, né Harold Ray Ragsdale le 24 janvier 1939, à Clarkdale (Géorgie, à l'ouest d'Atlanta), est un chanteur et compositeur américain de musique country et pop. Ses trois chansons les plus connues sont Everything Is Beautiful, The Streak et Bridget The Midget.